# 721
721 (DCCXXI) fue un año común comenzado en miércoles del calendario juliano, en vigor en aquella fecha.

## Acontecimientos
- 9 de junio: los francos recuperan la ciudad de Tolosa en la que se denomina Batalla de Tolosa, contra los musulmanes.

## Nacimientos
- Ŷabir ibn Hayyan, alquimista árabe.

## Fallecimientos
- 13 de febrero - Chilperico II, rey franco merovingio
- Anastasio II, Emperador bizantino